# Сен-Жюст-э-ле-Безю
Сен-Жюст-э-ле-Безю́ (фр. Saint-Just-et-le-Bézu) — коммуна во Франции, находится в регионе Лангедок — Руссильон. Департамент коммуны — Од. Входит в состав кантона Кийан. Округ коммуны — Лиму.
Код INSEE коммуны — 11350.

## Население
Население коммуны на 2008 год составляло 67 человек.
| 1962 | 1968 | 1975 | 1982 | 1990 | 1999 | 2008 |
| ---- | ---- | ---- | ---- | ---- | ---- | ---- |
| 33   | 53   | 44   | 55   | 54   | 62   | 67   |

## Экономика
В 2007 году среди 39 человек в трудоспособном возрасте (15—64 лет) 24 были экономически активными, 15 — неактивными (показатель активности — 61,5 %, в 1999 году было 79,4 %). Из 24 активных работали 20 человек (12 мужчин и 8 женщин), безработных было 4 (3 мужчин и 1 женщина). Среди 15 неактивных 6 человек были учениками или студентами, 2 — пенсионерами, 7 были неактивными по другим причинам.